# Semussac
 Semussac  es una población y comuna francesa, situada en la región de Nueva Aquitania, departamento de Charente Marítimo, en el distrito de Saintes y cantón de Cozes.

## Demografía
| 863 | 902 | 933 | 1006 | 1208 | 1417 |
| Para los censos de 1962 a 1999 la población legal corresponde a la población sin duplicidades (Fuente: INSEE [Consultar]) |     |     |      |      |      |